# Johann Christoph Gockel
Johann Christoph Gockel (* 17. Jahrhundert; † im 18. Jahrhundert) war ein die klassische Berufsteilung überschreitender deutscher Arzt, Wundarzt und Apotheker.

## Leben und Wirken
Johann Christoph Gockel war ein jüngerer Sohn des aus Giengen stammenden Ulmer Stadtarztes Eberhard Gockel (1636–1703) und absolvierte ebenfalls wie seine beiden Brüder Christoph Erasmus Gockel und Christoph Ludwig Gockel ein Medizinstudium. Aus der Vorrede zu seiner Chirurgia Medica vom Januar 1704 geht hervor, dass Gockel sich in seiner Wanderzeit über längere Zeit in Heerlagern chirurgische Kenntnisse und Fertigkeiten erwarb. Einen besonderen Stellenwert legt Gockel in seinem Werk auf die chirurgische Behandlung der Augen, der er ein eigenes Kapitel widmet. Im Vorwort seiner Schrift von 1704 bezeichnete sich Gockel als Kurfürstlich-bayerischer Oberchirurg.
1710 veröffentlichte Johann Christoph Gockel in Waldshut bei Johann Baptist Waltpart ein 43-seitiges medizinisches Traktat Kurtzer Bericht wie man sich sowohl vor der Pest als andern ansteckenden Krankheiten präservieren kann. In der Vorrede des Traktats empfahl sich Gockel seinem Dienstherrn, dem Fürsten Adam zu Schwarzenberg, dem er für seine seit 1706 dauernde Anstellung als kleggauischer Physikus und(!) Chirurg dankt. Im Werk sind  umfängliche Rezepturen vorwiegend auf Campher und Zitronenbasis zur Behandlung der Beulenpest aufgeführt. Dienstsitz Gockels war das sulz-schwarzenbergische Schloß in Jestetten.
1718 wurde Johann Christoph Gockel in seiner Heimatstadt Ulm als Apotheker erwähnt, was eine weitere Berufsüberschreitung bedeutete. 1726 erschien bei Wohler in Ulm eine erneute verbesserte Auflage seiner Chirurgia medica. Die weiteren Lebensumstände von Johann Christoph Gockel sind nicht bekannt. Gockel ist ein frühes Zeugnis des im späten 18. Jahrhundert abgeschlossenen Prozesses der Verschmelzung der eigenständigen Berufe des Arztes und Chirurgen, wobei Gockel bereits aus eigener Perspektive auf die schnelle Entwicklung der Chirurgie und ihrer Heilerfolge verwies.

## Werke
- Chirurgia medica, oder eine in der Medicin gegründete Wund-Artzney, worinnen in 5. Abtheilungen die Verränckungen, die Beinbrüch, die Wunden, die Geschwer u. Geschwulsten, ingleichen die Zustände der Augen ... abgehandelt worden, Wohler, Ulm, 1704, 171 S., digitalisiert durch die Bayerische Staatsbibliothek
- Kurtzer Bericht, wie man sich sowohl vor der Pest als andern ansteckenden Krankheiten präserviren kann, Waltpart, Waldshut, 1710, 43 S.